# Propionato de sódio
Propionato de sódio ou propanoato de sódio é o sal de sódio do ácido propiônico com a fórmula química Na(C2H5COO).
Ocorre naturalmente em determinados queijos, como os "suiços", mas é obtido industrialmente por reação de ácido propiônico com álcalis de sódio, como o hidróxido, o carbonato ou o bicarbonato.
C2H5COOH + NaOH → C2H5COONa + H2O

## Uso
É usado como um conservante de alimentos e é representado pelo número E E281 na Europa. É usado primariamente como um inibidor de mofo em produtos de panificação.
É utilizado para prevenir a cetose em bovinos leiteiros no período periparto.
Segundo a nutricionista Joann Bruso, em reportagem para o tablóide britânico Daily Mail, os pães do Big Mac da rede McDonald´s teriam o produto em excesso, sendo ruim para a alimentação humana. 